# Ursula Stahl-Schultze

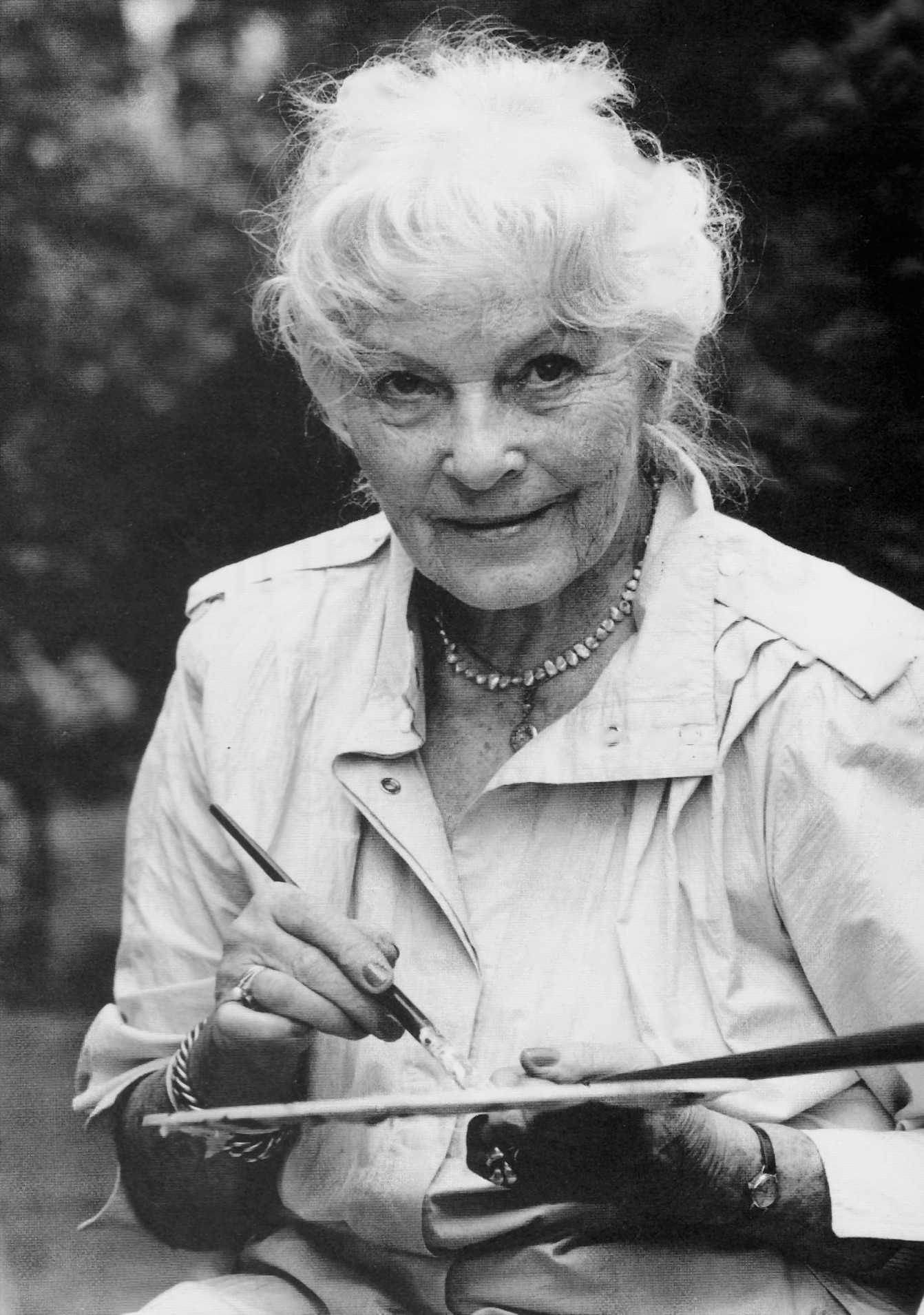
Ursula Stahl-Schultze

Ursula Stahl-Schultze (* 27. März 1906 in Kiel; † 15. Mai 2001 in Bad Dürrheim) war eine deutsche Malerin, Kunsterzieherin und Werklehrerin.

## Leben
Ursula Stahl-Schultze wurde am 27. März 1906 in Kiel geboren. In Berlin besuchte sie die Grundschule und in Rostock
das Gymnasium (1918–1923). Dort war der Landschaftsmaler Thuro Balzer ihr Kunstlehrer. Im Unterricht und in seinem Atelier erlernte sie Zeichnen, Aquarellieren und die Gestaltung von Kunstschrift. Mit Balzer verband sie eine Freundschaft bis zu seinem Tod 1967.
Von 1923 bis 1927 studierte sie mit Hilfe einer Begabtenförderung an der Staatlichen Kunstschule in Berlin-Schöneberg bei den Professoren Georg Tappert, Georg Walter Rössner und Bernhard Hasler. Nach ihrem erfolgreichen Abschluss als Kunst- und Werklehrerin arbeitete sie zwei Jahre am Gymnasium in Rostock. Dort lernte sie auch ihren späteren Ehemann Rudolf Stahl kennen. 1929 heirateten sie in Breslau und bekamen fünf gemeinsame Kinder. Trotz der familiären Verantwortungen nutze Ursula  Stahl-Schultze jeden Urlaub zum Malen. Auf einer Mittelmeerreise entstand in der Bucht von Kotor das Aquarell Bucht von Cattaro. Es ist eines der 29 Bilder, die mit dem letzten Flugzeug aus der Festung Breslau in den Westen ausgeflogen werden konnte. Alle anderen Werke vor 1945 gingen verloren.
1941 lernte das Ehepaar in Garmisch-Partenkirchen den damals 71-jährigen Maler Raffael Schuster-Woldan aus Grainau kennen, einen bekannten Frauenportraitisten seiner Zeit, von dem sie viel lernte.
Die Jahre von 1945 bis 1948 waren geprägt von der Flucht aus der zur Festung erklärten Stadt Breslau, der Vertreibung aus ihrem Haus und Eigentum und 1946 der Ausweisung in den Westen, wo die Familie weit voneinander entfernt an drei verschiedenen Orten untergebracht wurde. Kurz vor der Ausweisung war Ursula Stahl noch einmal in der zerbombten Stadt, wo sie in den Trümmern zwei kleine Bleistiftzeichnungen anfertigte: Ehemaliger Biergarten und Holteihöhe, die erhalten und berührende Zeugnisse der Zerstörung sind.
1948 kam die zerstreute Familie in Braunschweig wieder zusammen. Hier beteiligte sie sich an der Gründung des Bundesverband Bildender Künstlerinnen und Künstler BBK, zusammen mit ihren Künstlerkollegen Ernst Straßner und Bruno Müller-Linow.
Während ihres gesamten Lebens unternahm sie mit ihrer Familie oder Freunden zahlreiche Reisen, die sie nach Italien, Spanien, Frankreich, in die Alpen und Norwegen führten. Für sie waren es weniger Urlaubs- als vielmehr Arbeitsreisen: Hier entstand ein  Großteil ihrer Werke.
Noch mit 83 Jahren erlernte Ursula Stahl-Schultze in einem Kurs des Anton-Ulrich-Museums in Braunschweig eine neue Technik: Ei-Tempera. Es entstanden 13 Arbeiten in dieser Technik.
Die letzten 9 Jahre ihres Lebens ab 1992 verbrachte sie in Bad Dürrheim. 1995 fand eine zweite und letzte Malreise der fast 90-Jährigen mit ihren Kindern nach Séguret in der Provence statt, wo noch einmal mehrere große Werke entstanden.
Sie starb in Bad Dürrheim im Alter von 95 Jahren.

## Werk
Ihr Werk umfasst Arbeiten in Deckfarben, Aquarell, Ei-Tempera, Pastell, Öl sowie Zeichnungen mit Bleistift, Tinte, Filzstift, Kunstschriftgestaltungen, aber auch Handwerkliches wie Intarsien, Glasfenster und Wachsplastik für Bronzeguss (ausgeführt durch die Bildgießerei Barth in Rinteln).
Ihr künstlerischer Stil zeigt eine Entwicklung vom akademisch-konservativen Stil des 19. Jahrhunderts in ihren Jugendbildern, z. B. Kornhocken, bis zum nahezu abstrakten Stil der Moderne z. B. Zillertal, Das Tal II, 1970.
Der Einfluss Schuster-Woldans mag die romantische Ausprägung in einigen Werken der fünfziger Jahre verstärkt haben, erkennbar in  zahlreichen Landschaftsbildern und Porträts in Pastell und Aquarell, wie z. B. Die Pforte und „Gemeinsamer Spaziergang“.  Allmählich entwickelte sie ihre eigene kraftvoll-farbige Ausdrucksweise mit expressiver Formensprache, wahrscheinlich angeregt durch ihren Berliner Lehrer Georg Tappert.
Während der ersten Reisen an die Nordsee entstanden Pastellarbeiten zum Thema Strandleben, z. B. auf Sylt, Kinder mit rotem Ball.  Spätere Arbeitsreisen führten sie nach Malcesine am Gardasee, nach Bad Pyrmont, Paris, den Atlantik, an die Nord- und Ostsee und ins europäische Ausland und immer wieder in die Alpen. In ihren Bergbildern können sich romantische Züge finden, was sich in den Titeln spiegelt, z. B. Gespenstisch oder Himmel und Erde, oder auch ins Dramatische tendieren, z. B. Aufziehendes Gewitter – aber wohin stürzest du?
In ihren Landschafts- und Gartendarstellungen finden sich Glanz, Wärme und Fülle, durchdringen sich Graphisches und Malerisches. Auch fertigte sie viele Porträts in Form von  Bleistiftskizzen von Musikern, Tänzern und Schauspielern  während Theaterbesuchen, Hausmusikabenden und Konzerten an, die wie mühelos hingeworfen wirken. Sie beherrscht aber auch die Gestaltung von Architektur und Tektonischem in den Landschaftszeichnungen, die von Dynamik und Bewegung erfüllt sind.
Anfang der 1960er Jahre bekam sie den Auftrag, zwei einen Quadratmeter große Bilder für die beiden großen Orgeltüren in St. Katharinen in Braunschweig zu schaffen: Meine geigenden Engel und Meine daherbrausenden Engel, deren starke Farbigkeit und klare Linienführung gute Fernwirkung haben und an Glasfenster erinnern. Eine von ihr geschaffene Glasfensterwand im bekannten Hotel Harzburger Hof in Bad Harzburg wurde bei Umbauten zerstört. Ein kleineres mobiles Glasfenster wurde in Braunschweig bzw. Umgebung von einer Kunsthandwerkerwerkstatt in Blei gegossen. Dem Thema Engel, für sie Ausdruck universeller Liebe, blieb sie auch weiterhin treu.  Es entstanden bis Ende der 1980er Jahre viele große und kleine Werke zu  diesem Thema in den verschiedensten Techniken.
In ihrem Alterswerk, z. B. Sèguret:Mauern gelang es ihr, die Vielfalt der Natur in graphischen Kürzeln zu konzentrieren. Von 1992 bis 1996 malte sie farbintensive Bilder der Donau-Baar-Landschaft.

## Mitgliedschaften
Stahl-Schultze war Mitglied der Künstlergilde Esslingen, der GEDOK München, der Féderation International (Culture Féminine) und des BBK sowie der Handwerkskammer Braunschweig.

## Werke im öffentlichen Besitz
- Braunschweigisches Landesmuseum (7)
- Städtisches Museum Braunschweig

## Einzelausstellungen
- 1973: Galerie Querschnitt  Peter Lufft, Braunschweig
- 1987: Bilderkabinett Markwart Müller-Linow, Darmstadt
- 1992: Klosterkirche Mariental, Horst und Gertrud Schmidt
- 2000/2001: organisierte das Braunschweigische Landesmuseume eine Retrospektive und stellte 110 ihrer Werke in der Kirche St. Aegidien aus.